# 牛尚周

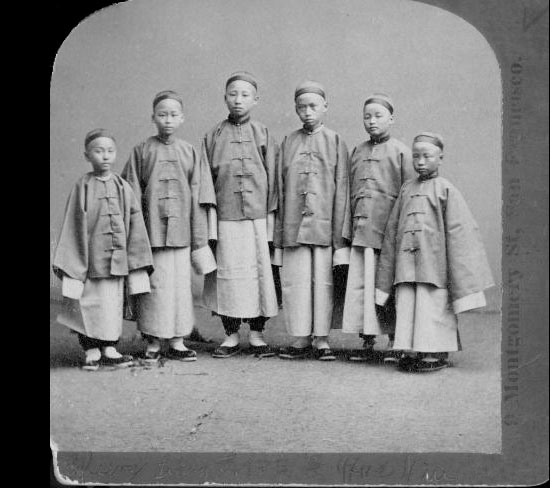
牛尚周（右一）与其他几位留美幼童（左起：鍾文耀、梁敦彥、不詳、史錦鏞、不詳）到达加州后的合影

牛尚周（英語：New Shan Chow，1862年—1917年），字文卿，江苏嘉定人，清朝留美幼童之一。他也是嘉定历史上的首位留学生。

## 生平
1872年（同治十一年），牛尚周作为清政府第一批官派留美幼童赴美国留学，后就读于麻省理工学院。期间，他与表兄温秉忠（第二批留美幼童）和宋嘉澍结为好友。1880年（光绪六年），清政府下令中止了幼童留美计划。他与温秉忠被迫回到中国。回国后，他们二人分别与传教士倪韫山之女倪桂清、倪桂姝成婚。同时，他进入上海电报局工作。后出任江南制造总局帮办。1886年（光绪十二年）宋嘉澍被美国监理会派往中国传教，牛尚周便撮合了妻妹倪桂珍与宋嘉澍相识，并由此成为了宋嘉澍的连襟。

## 家庭
牛尚周与其妻倪桂清育有两子两女，其中牛惠霖、牛惠生兄弟后来都成为了名医，两人先后担任过中华医学会会长。
- 子：牛惠霖（Way-Ling New，1889年－1937年），曾任中国红十字会总医院院长、中华医学会会长
  - 子：牛恩安（Abraham En-an New，1927年－2010年），美国牧师，其妻为梁新记牙刷创始人梁日新之女
  - 子：牛恩健（John En-Chien New，1931年－2008年），化学专家
  - 女：牛恩美（Mary New，1933年－），妇产科医生
  - 女：牛恩德（Lily En-Teh New，1934年－2012年），钢琴家
- 子：牛惠生（Way-Sung New，1892年－1937年），曾任中山医院首任院长、中华医学会会长
  - 子：牛康民（Peter Kong Ming New，1928年－1985年），社会学家，曾任教于塔夫茨大学、多伦多大学等校
- 女：牛惠珠（Wai-Tsu New，1897年－1936年），其丈夫为围棋大师过惕生之子[可疑]、建筑师过养默
  - 子：过惠生（Frederick Wai Sung Kuo，1919年－2008年），名字取自其舅舅牛惠生
  - 子：过秉忠（Bobbie Ping-chung Kuo，1920年－2009年），名字取自温秉忠，红宝石蛋糕店创始人
- 女：牛惠珍（Way Tsung New Hsia，1900年－1999年），丈夫为著名法学家、外交官夏晋麟
  - 子：夏益荣（David Yi-Yung Hsia，1925年－1972年），儿科学家